# Lac Rock Island
Pour les articles homonymes, voir Rock Island.
Le lac Rock Island (en anglais : Rock Island Lake) est un lac américain situé dans le comté de Tuolumne, en Californie. Il s'établit à 2 997 mètres d'altitude au sein de la Yosemite Wilderness, dans le parc national de Yosemite.